# Leptanilla doderoi
Leptanilla doderoi är en myrart som beskrevs av Carlo Emery 1915. Leptanilla doderoi ingår i släktet Leptanilla och familjen myror. Inga underarter finns listade i Catalogue of Life.